# 扬州盐商住宅
扬州盐商住宅，位于江苏省扬州市广陵区，是中华人民共和国江苏省文物保护单位之一。
2006年6月5日，授予江苏省文物保护单位，包括两组清代盐商住宅建筑群。
- 周扶九盐商住宅：东关街道渡江路社区青莲巷19号
- 廖可亭盐商住宅：东关街道新仓巷社区南河下118号